# سیارک ۲۰۲۴۲
سیارک ۲۰۲۴۲ (به انگلیسی: 20242 Sagot، نامگذاری:1998DN27) بیست هزار و دویست و چهل و دومین سیارک کشف شده‌است که در ۲۷ فوریه ۱۹۹۸ کشف شد.
قدر مطلق سیارک برابر ۱۲٫۳ است.